# Devojko mala
"Devojko mala" je pjesma koju je na stihove Božidara Timotijevića skladao Darko Kraljić, a 1960. godine snimio i otpjevao Vlastimir Đuza Stojiljković u filmu Ljubav i moda u kojem je glumio i glavnu ulogu. Godinu dana poslije objavljena je i EP ploča s četiri šlagera iz tog filma, a ova je pjesma postala popularna diljem tadašnje Jugoslavije, kasnije i u Rusiji.
Godine 1981. su članovi glazbenog sastava Idoli snimili i na svom prvom albumu VIS Idoli objavili svoju obradu pjesme "Devojko mala": njihova je izvedba također bila vrlo popularna, a za istu je snimljen i video spot.
Hrvatski sastav Cubismo je snimio i na albumu Autobus Calypso 2007. objavio svoju inačicu te pjesme na hrvatskom i španjolskom jeziku pod nazivom "Nina Bonita": u toj je izvedbi sudjelovao i Vlada Divljan.